# Болецький сільський округ
Боле́цький сільський округ (каз. Бөлек ауылдық округі, рос. Болекский сельский округ) — адміністративна одиниця у складі Єнбекшиказахського району Алматинської області Казахстану. Адміністративний центр — село Болек.
Населення — 7533 особи (2021; 7861 у 2009, 5080 у 1999, 4719 у 1989).
Станом на 1989 рік існувала Іссицька міська рада (місто Іссик, села Аймен, Болек, Карасай). Пізніше села утворили окремий Болецький сільський округ. 2025 року до складу Єсіцької міської адміністрації передано 17,00 км² Болецького сільського округу.

## Склад
До складу округу входять такі населені пункти:
| Населений пункт | Населення, осіб (1989) | Населення, осіб (1999) | Населення, осіб (2009) | Населення, осіб (2021) |
| --------------- | ---------------------- | ---------------------- | ---------------------- | ---------------------- |
| Аймен, село     | 1161                   | 1299                   | 1534                   | 1966                   |
| Болек, село     | 2147                   | 2224                   | 4355                   | 3535                   |
| Карасай, село   | 1411                   | 1557                   | 1972                   | 2032                   |